# Eleccions presidencials franceses de 1981
Les eleccions presidencials franceses de 1981 es van celebrar el 24 d'abril de 1981, i com que cap dels candidats va obtenir la majoria absoluta es va dur a terme una segona volta el 10 de maig d'aquest mateix any, resultant vencedor François Mittérrand.

## Resultats per departaments

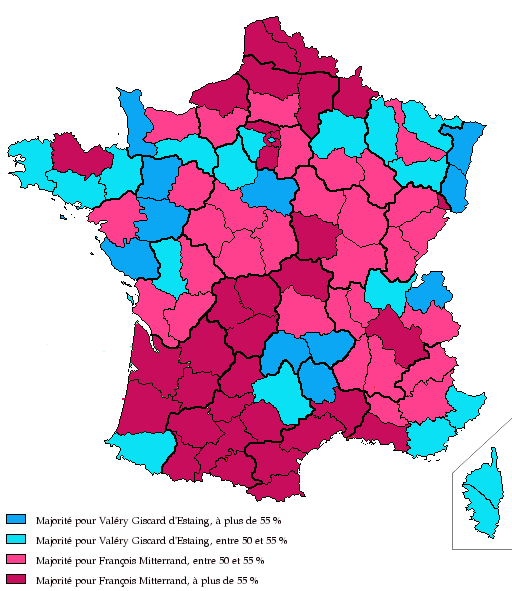
Mapa dels resultats electorals per departaments. En blau els departaments amb majoria para Valéry Giscard d'Estaing, i en vermell amb majoria per a François Mitterrand.

## Primera volta
| Candidat                 | Partit                                  | Vots      | Percentatge |
| ------------------------ | --------------------------------------- | --------- | ----------- |
| Valéry Giscard d'Estaing | Unió per a la Democràcia Francesa (UDF) | 8.222.432 | 28,31%      |
| François Mitterrand      | Partit Socialista (França) (PS)         | 7.505.960 | 25,85%      |
| Jacques Chirac           | Reagrupament per la República (RPR)     | 5.225.846 | 17,99%      |
| Georges Marchais         | Partit Comunista Francès (PCF)          | 4.456.922 | 15,34%      |
| Brice Lalonde            | Moviment d'Ecologia Política            | 1.116.254 | 3,87%       |
| Arlette Laguiller        | Lutte Ouvrière                          | 668.057   | 2,30%       |
| Michel Crépeau           | Moviment dels Radicals d'Esquerra       | 642.847   | 2,21%       |
| Michel Debré             | Gaullista                               | 481.821   | 1,66%       |
| Marie-France Garaud      | Gaullista                               | 386.623   | 1,33%       |
| Huguette Bouchardeau     | Partit Socialista Unificat (PSU)        | 321.353   | 1,10%       |

## Segona Volta
| Candidat                 | Vots       | Percentatge |
| ------------------------ | ---------- | ----------- |
| François Mitterrand      | 15,708,262 | 51,76%      |
| Valéry Giscard d'Estaing | 14,642,306 | 48,24%      |